# Cacospongia intermedia
Cacospongia intermedia är en svampdjursart som beskrevs av Poléjaeff 1884. Cacospongia intermedia ingår i släktet Cacospongia och familjen Thorectidae.
Artens utbredningsområde är havet kring Mikronesien. Inga underarter finns listade i Catalogue of Life.